# À vous de décider
À vous de décider (Você Decide) est une émission de télévision interactive, présentée par Ladislas de Hoyos et diffusée du 6 juillet 1995, au 17 août 1995 sur France 2.

## Origines
À vous de décider est une émission de télévision interactive adaptée du concept brésilien "Você Decide", créée par Boni et diffusé du 8 avril 1992 au 17 août 2000 sur TV Globo.

## Épisodes
1. Porté disparu, réal. Jacques Richard, diffusé le 6 juillet 1995[4]
2. Famille sacrée
3. Fils de flic
4. Tabou
5. La femme piégée